# Spårvägssällskapet Ringlinien

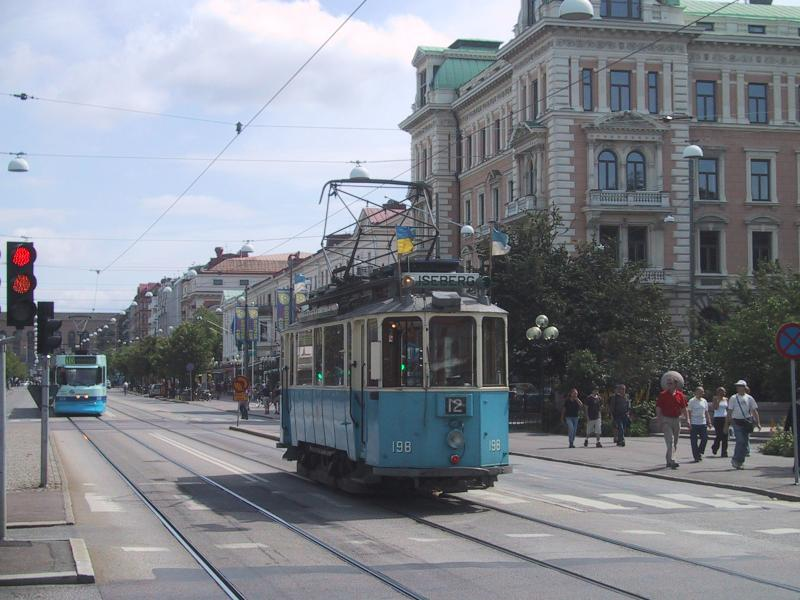
Lisebergslinjen och vagn 198 på väg upp för Avenyn.

Spårvägssällskapet Ringlinien (SSR) är en ideell förening i Göteborg som aktivt satsar på att bevara lokaltrafikens historia. I stadgarna står det att man skall bevara kunskapen om lokaltrafiken och dess historia, samt bevara olika fordon såsom spårvagnar och bussar som har ett historiskt intresse.

## Historia
Sällskapet grundades 1981 och har sedan dess bedrivit spårvagnstrafik med veteranspårvagnar på Lisebergslinjen i centrala Göteborg varje sommar och - sedan år 2000 - även vintertid i jultrafiken på Lisebergslinjen. Abonnerade turer med föreningens vagnar företas under hela året. Innan sällskapet började med trafik till Liseberg företogs trafik till Slottsskogen, men man fann snart att trafik till Liseberg var mer lönsamt och passade bättre med stadens ordinarie spårvagnstrafik.

## Ringlinien
Ringlinien är det ursprungliga namnet på en ringlinje som närmast liknade en åtta i Göteborgs forna spårvägsystem. Denna ringlinje trafikerades av linjerna 1 och 2 åt var sitt håll. Sällskapet stavar "Ringlinien" med gammal stavning, så som det ursprungligen såg ut på de gamla vagnarnas destinationsskyltar.
Ringliniens trafikvagnar på Lisebergslinjen är skyltade med nummer 12. Somliga förklarar att detta är en sammanslagning av linje 1 och 2 (1&2=12), men det är en efterkonstruktion. Sanningen är den att linjenummer 12 råkade vara ledigt då föreningen började med trafik efter tidtabell. Dessutom användes 12 för extravagnar på den ungefärliga sträckningen som Lisebergslinjen idag utgör. Vid den tiden kördes även en variant av Slottsskogslinjen vilken skyltades med linjenummer 11.
Nyinvigningen av Ringlinien skedde i samband med att den första "Spårvägens dag" genomfördes 28-29 augusti 1965. Det var vagn nummer 129 med linjenummer 2 som körde först och hade därefter ett släp.

## Trafik
Trafik enligt tidtabell bedrivs varje sommar och vinter på Lisebergslinjen, Centralstationen-Liseberg-(Sankt Sigfrids Plan) och åter. Samtidigt som nöjesfältet Liseberg öppnar för säsongen börjar Ringlinien köra sina vagnar på denna linjesträckning. Vid större evenemang som till exempel Göteborgsvarvet trafikeras även andra delar av spårnätet. Ringlinien kör även beställningstrafik, abonnemang. Det rör sig ofta om representation för företag, bröllopssällskap, personalfester, födelsedagskalas och liknande. Ringlinien har tillgång till hela spårvägens linjenät. Vissa tekniska begränsningar hindrar dock de äldsta vagnarna att färdas på vissa sträckor. Första valet på Lisebergslinjen vad gäller spårvagnar brukar ofta vara M5 92 eller M5 133. Tidigare har även vagn 198 (se bild) ofta trafikerat linjen.

## Medlemmar
Föreningen har idag[när?] ungefär 1 000 medlemmar, varav de flesta är bosatta i Göteborgstrakten även om många medlemmar också finns på annat håll. Ett femtiotal medlemmar är engagerade som förare, konduktörer, tekniker och redaktionsmedarbetare.
Föreningen har hittills haft tre ordföranden:
- 1981-2005 Claes Olofson
- 2005-2008 Gunnar Nordström
- 2008-     Dan Aronsson

### Arbetsgrupper
Inom sällskapet är flera olika arbetsgrupper aktiva. Redaktions- och publikationsgruppen ger ut sällskapets tidskrift. Trafikgruppen ser till att spårvagnar och bussar bemannas och rullar på stadens gator. Tekniska gruppen ser till att vagnar och bussar renoveras, repareras och underhålls. Försäljningsgruppen marknadsför böcker, tidskrifter, videofilmer och andra publikationer från den egna såväl som landets övriga museijärnvägs- och museispårvägsföreningar. Under de senaste åren har även en museigrupp bildats och ett museum har startats.

## Tidskriften Ringlinien
Föreningen ger ut fyra nummer per år av medlemstidskriften Ringlinien. Tidskriften publiceras av sällskapets redaktion och publikationsgrupp. Tidskriften innehåller göteborgiana i allmänhet, men göteborgsk kollektivtrafikhistoria är huvudämnet för artiklarna, även inslag om lokaltrafik från även andra städer förekommer. Tidningen kännetecknas av sitt ambitiösa bildarbete: framförallt de historiska artiklarna illustreras ofta med bilder av stort dokumentärt värde.
Tidskriften Ringlinien är i egentlig mening ingen föreningstidskrift, detta då rena föreningsrelaterade angelägenheter publiceras inom sällskapet i andra forum. Tidskriften har några återkommande gästskribenter. Redaktionen vinnlägger sig också om att ha återkommande reportage, exempelvis "Rapport från spår sju" som brukar publiceras i nummer ett varje år, och där behandlar vad som hänt med sällskapets fordon sedan förra året, renoveringar, reparationer, nyanskaffningar etc. Spår sju är Gårdahallens huvudsakliga verkstadsspår. Under de senaste årgångarna har man presenterat spridda artiklar med rubriken "Då och nu", dessa har illustrerats med en gammal bild och en nytagen från samma plats i staden, för att beskriva de förändringar som har skett, eller inte har skett.
Tidningens huvudsakliga redaktör är Stig Hammarson.

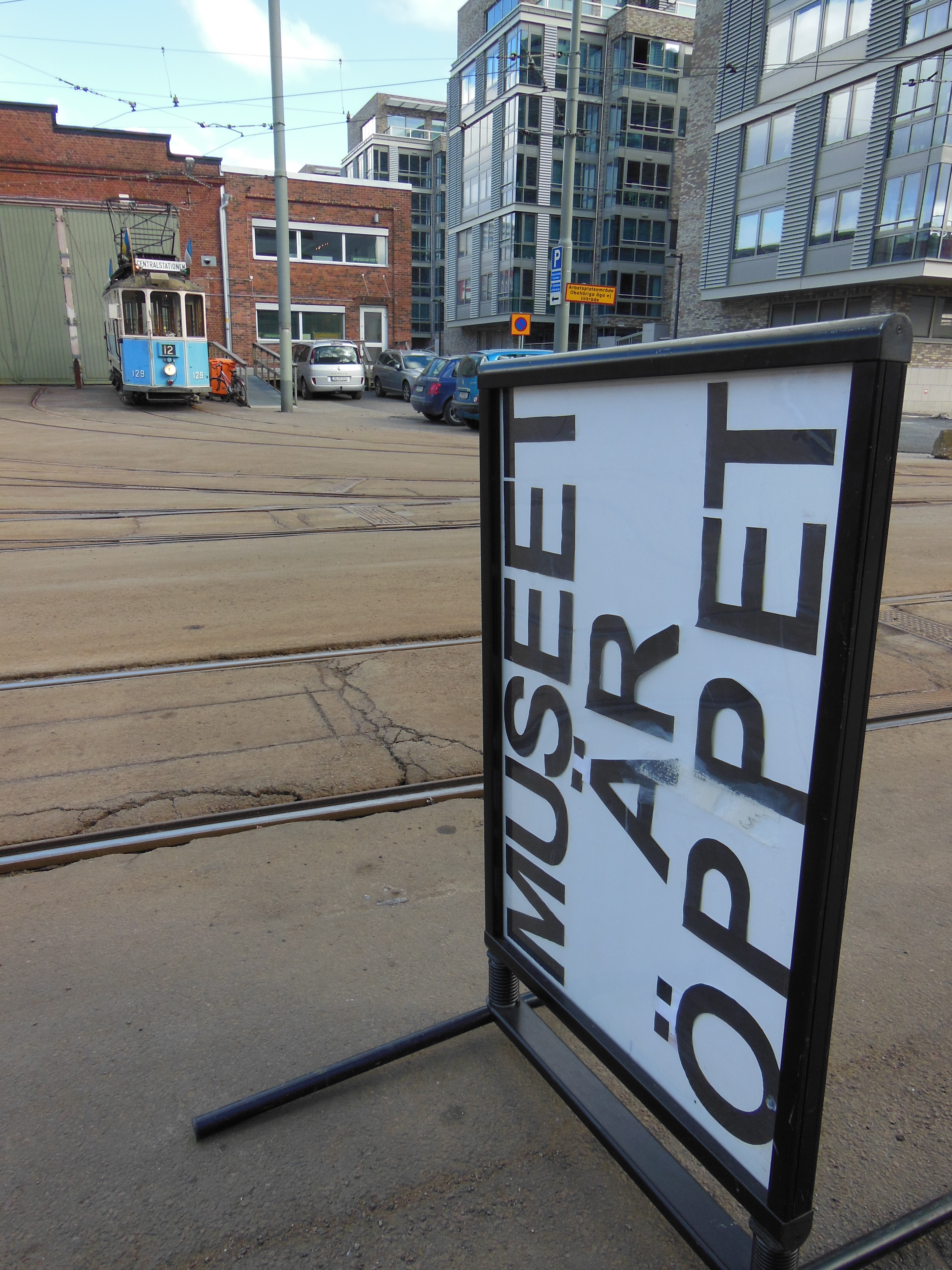
Skylt utanför museet.

## Göteborgs Spårvägsmuseum i Gårdahallen
Spårvägssällskapet Ringlinien driver även ett litet museum i Gårdahallen.
Fredagen den 6 maj 2011 invigdes museet officiellt, detta i samband med Ringlinens 30-årsjubileum. Det var Göteborgs spårvägar AB vd Lars-Börje Björfjäll som gjorde detta genom att stämpla in på en biljettmaskin typ "BM".
Målsättningen är att med fasta och tillfälliga utställningar visa spårvägens och övrig lokaltrafiks utveckling i Göteborg. Under året 2013 har en spårvagnssimulator, med riktigt förarbord, utvecklats på museet av Michael Augustsson, så att man själv kan prova på att köra spårvagn.
Museet har för närvarande öppet på söndagar september till maj. Dessutom öppet efter tidsbeställning för olika grupper. Bokning och öppethållande meddelas på Ringliniens hemsida. Besök i museet kan kombineras med en guidad visning av de gamla spårvagnarna i vagnhallen.

## Föreningssamarbeten
Spårvägssällskapet Ringlinien är engagerade i Spår och Tåg i Väst, som är en intresseorganisation för järnvägsföreningar, modelljärnvägsföreningar och liknande i västra Sverige. Samarbete med museispårvägsföreningar runt om i världen förekommer också om än sporadiskt. Även samarbete med museijärnvägar och liknande organisationer förekommer. Ringlinien upplåter också sin möteslokal till Svenska Järnvägsklubbens Göteborgsavdelning och till Svenska Spårvägssällskapets Göteborgsavdelning.

## Bevarade fordon

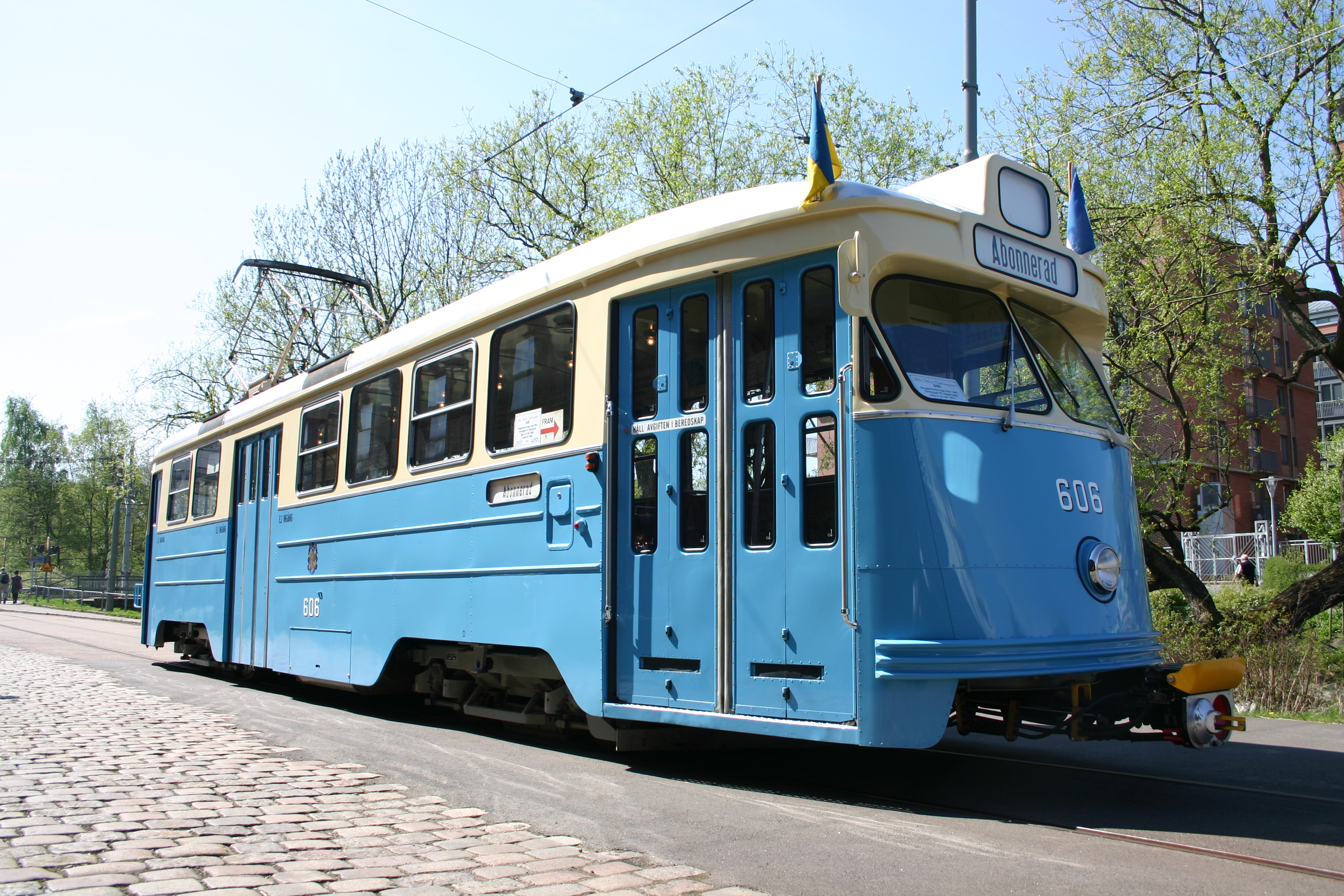
M25 606 En av Ringliniens bevarade vagnar.

### Spårvagnar
Sällskapet förfogar idag över arton körklara veteranspårvagnar, varav fem är släpvagnar, dessutom en del vagnar som anses vara renoveringsobjekt eller reservdelsförråd. Utöver detta finns det en modernare utländsk spårvagn. Föreningen har också bevarat ett spårvägslok som används för intern rangering. De två äldsta bevarade vagnarna är från 1902 och den senaste museivagnen är från 1967. Även en hästspårvagn, troligtvis byggd på 1880-talet, finns i samlingarna. Hästspårvagnen utgör en deposition från Göteborgs stadsmuseum.
Fjorton stycken av "verandavagnarna," de gamla välkända, öppna sommarsläpvagnarna som anskaffades 1906 och var i trafik till 1945, såldes i september 1946 till firman Skrot & Avfallsprodukter på Ringön. Ett exemplar behöll spårvägen som museiföremål.
I mitten av augusti 2010 hämtades vagn 71 (byggd 1912) hem från USA. Den såldes dit 1960 och efter en del olika öden hamnade den hos en museispårväg i Brandford, Connecticut. När man där till slut ansåg att man inte längre kunde ta hand om vagnen tillfrågades Ringlinien om man ville ha den tillbaka som gåva. Vagn 71 kommer att renoveras under en längre tid framöver.
Den 28 november 2021 togs samtliga kvarvarande M28 (spårvagn) ur trafik, Ringlinien sparar två av dessa; 755 och 770. M28 770 hade tidigare tagits om hand, 755 gick direkt ur tidtabellen på eftermiddagen och blev genast museievagn, ytterligare ett par M28 togs tillvara som kommer att utgöra donatorvagnar när 755 iordningställs och när 770 totalrenoveras till sitt ursprungliga skick. 755 kommer att bevaras i det skicket vagnen hade sin sista trafikdag.
| Littera | Nummer | Tillverkad | Bild |
| ------- | ------ | ---------- | ---- |
| M1      | 15     | 1902       |      |
| M4      | 43     | 1902       |      |
| M5      | 92     | 1917       |      |
| M5      | 129    | 1920       |      |
| M5      | 133    | 1920       |      |
| MB01    | 208    | 1928       |      |
| M8      | 302    | 1923       |      |
| M23     | 15     | 1949       |      |
| M23     | 61     | 1956       |      |
| M23     | 63     | 1956       |      |
| M25     | 582    | 1961       |      |
| M25     | 606    | 1961       |      |
| M25     | 621    | 1962       |      |
| M30     | 100    | 1989       |      |
| S26     | 336    | 1939       |      |
| S26     | 371    | 1952       |      |
| S27     | 423    | 1950       |      |
| S5      | 507    | 1906       |      |
| M28     | 755    | 1966?      |      |
| M28     | 770    | 1967       |      |

Värt att notera är att M1 15 och S5 507 tas ur trafik vid nederbörd. M1 15 för att den har öppna plattformar, S5 507 för att den är en öppen sommarsläpvagn.

#### Övriga vagnar
- Öppen hästspårvagn, ganska säkert från 1879. Återställd från släpvagn typ S4, breddade axlar (nuvarande spårvidd 1435 mm, ursprungligen 1000 mm). Deposition från Göteborgs stadsmuseum.
- Godslok L VI (lok nummer 6). GS 1918
- M22 211 "Aseamustang" ASEA 1943
- M5 71 som såldes till USA 1960, återkom till Göteborg 2010
- M5 115 arbetsvagn f.d. motorvagn 147 ASEA 1918
- M5 117 snöplog f.d. motorvagn 67 ASEA 1920
- M5 120 arbetsvagn f.d. motorvagn 120 ASEA 1920
- S27 425 Mustangsläp Hägglund 1950
- ST89 (Oslo sporveier) 589 f.d S27 448 Mustangsläp Hägglund 1954, i osloutförande
- Under 2021 överfördes M28 770 och 755 till Ringlinjen. 770 kommer att återställas som museievagn i originalutförande, 755 i det utförandet den hade sin sista trafikdag.

### Bussar
Föreningen förfogar också över 10 bussar varav en trådbuss och två ledbussar, den ena är en traditionell 18 meters enkelledbuss, den andra är en 24 meter lång dubbelledbuss samt en mindre lastbil och en servicebil. I dagsläget är tre bussar körklara, men en av dessa är avställd då den ännu ej har uppnått åldern för veteranfordon, 30 år. Dubbelledbussen får inte plats i Gårdahallen, den förvaras på annan plats.

### Bevarandeplan
Man har också en utarbetad bevarandeplan för bevarandet av framtida spårvagnar och bussar. Göteborgs stad äger vagnar och bussar, men de förvaltas av Spårvägssällskapet Ringlinien.

## Vagnhallen
Sällskapet huserar i Gårdahallen (ej att förväxla med Vagnhallen Rantorget, som tidigare hette Vagnhallen Gårda) som byggdes 1930 som ett komplement till den numera rivna vagnhallen Stampgatan. Här förvaras de historiska spårvagnarna och bussarna. Här har föreningen sin verkstad, sitt förråd och sina möteslokaler. En omfattande nybyggnation av bostäder har genomförts i kvarteret Venus som vagnhallen är beläget i. Vagnhallen har också fått en exteriörrenovering för att bättre passa in i arkitekturen i området.

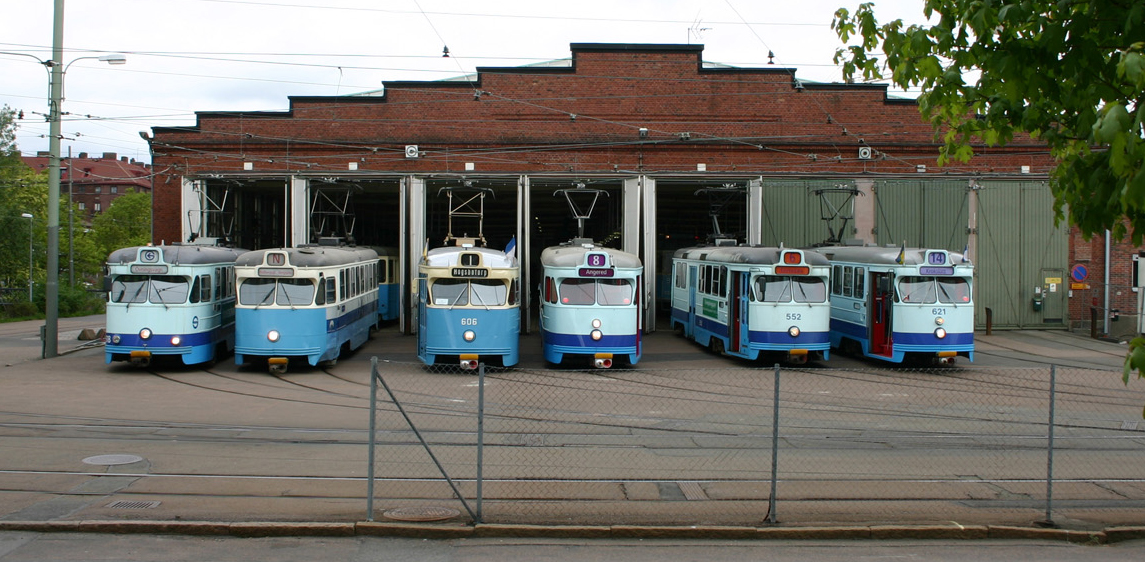
De sista M25:orna i Göteborg framför södra gaveln på Gårdahallen.